# Stosatea lagrecai
Stosatea lagrecai är en mångfotingart som först beskrevs av Pius Strasser 1961.  Stosatea lagrecai ingår i släktet Stosatea, och familjen orangeridubbelfotingar. Inga underarter finns listade.